# Paecilomyces dactylethromorphus
Paecilomyces dactylethromorphus är en svampart som beskrevs av Bat. & H. Maia 1957. Paecilomyces dactylethromorphus ingår i släktet Paecilomyces och familjen Trichocomaceae.   Inga underarter finns listade i Catalogue of Life.